# Monzelfeld
Monzelfeld ist eine Ortsgemeinde im Landkreis Bernkastel-Wittlich in Rheinland-Pfalz. Sie gehört der Verbandsgemeinde Bernkastel-Kues an.

## Geographie
Monzelfeld liegt auf der südlichen Anhöhe des Hunsrücks, etwa zwei Kilometer vom Moseltal bei Bernkastel-Kues entfernt. Der Weiler Annenberg befindet sich im Hinterbachtal.
Zur Gemeinde gehören auch die Weiler und Wohnplätze Annenberg, Birkenhof, Lambertymühle, Monzelfelderhinterbach, Olksmühle, Schellhof und Thielenmühle.

Angrenzende Nachbargemeinden sind (im Uhrzeigersinn): Stadt Bernkastel-Kues, Ortsgemeinde Longkamp, verbandsfreie Gemeinde Morbach (Ortsteil Gonzerath), Ortsgemeinden Gornhausen, Veldenz und Mülheim an der Mosel.

## Geschichte
Der Ort wurde im Jahre 634 als Munzeluelt erstmals urkundlich erwähnt, als König Dagobert I. die Besitzungen des Trierer Klosters Oeren bestätigte.
Eine sehr alte Transportroute führte durch den Ort, darauf deutet der Name der Hauptstraße (Alte Poststraße) hin.
Bis zum Ende des 18. Jahrhunderts gehörte Monzelfeld zum kurtrierischen Amt Bernkastel. Nach der Annexion des Linken Rheinufers durch französische Revolutionstruppen (1794) gehörte der Ort von 1798 bis 1814 zum Kanton Bernkastel, der Teil des Arrondissements Trier im Saardepartement war. Nachdem 1815 auf dem Wiener Kongress wesentliche Teile des Rheinlands dem Königreich Preußen zugeordnet wurden, gehörte Monzelfeld von 1816 an zur Bürgermeisterei Bernkastel.
Als Folge des Ersten Weltkriegs war die gesamte Region dem französischen Abschnitt der Alliierten Rheinlandbesetzung zugeordnet. Nach dem Zweiten Weltkrieg wurde Monzelfeld innerhalb der französischen Besatzungszone Teil des 1946 neu gebildeten Landes Rheinland-Pfalz.
Statistik zur Einwohnerentwicklung
Die Entwicklung der Einwohnerzahl von Monzelfeld, die Werte von 1871 bis 1987 beruhen auf Volkszählungen:
| Jahr | Einwohner |
| ---- | --------- |
| 1815 | 630       |
| 1835 | 972       |
| 1871 | 927       |
| 1905 | 998       |
| 1939 | 1.031     |
| 1950 | 1.048     |

| Jahr | Einwohner |
| ---- | --------- |
| 1961 | 1.009     |
| 1970 | 1.047     |
| 1987 | 1.142     |
| 2005 | 1.267     |
| 2011 | 1.219     |
| 2017 | 1.256     |

## Politik

### Gemeinderat
Der Ortsgemeinderat in Monzelfeld besteht aus 16 Ratsmitgliedern, die bei der Kommunalwahl am 9. Juni 2024 in einer personalisierten Verhältniswahl gewählt wurden, und der ehrenamtlichen Ortsbürgermeisterin als Vorsitzender.
Die Sitzverteilung im Ortsgemeinderat:
| Wahl | FBM a | WGB b | WGK c | WGW d | Gesamt   |
| ---- | ----- | ----- | ----- | ----- | -------- |
| 2024 | 9     | 7     | –     | –     | 16 Sitze |
| 2019 | 9     | 7     | –     | –     | 16 Sitze |
| 2014 | 9     | –     | 7     | –     | 16 Sitze |
| 2009 | 6     | –     | 7     | 3     | 16 Sitze |

### Bürgermeister
Anette Roth wurde am 5. Juli 2024 Ortsbürgermeisterin von Monzelfeld. Bei der Direktwahl am 9. Juni 2024 war sie als einzige Bewerberin mit einem Stimmenanteil von 91,0 % für fünf Jahre gewählt worden.
Roths Vorgänger als Ortsbürgermeister waren Lothar Josten (Amtszeit 2014–2024), Johannes Zanders (2010–2014) und Engelbert Lausberg (bis Ende 2009).

## Wirtschaft und Infrastruktur
Früher landwirtschaftlich geprägt, ist Monzelfeld heute im Wesentlichen eine Wohngemeinde mit sehr vielen Berufspendlern ins nahe Bernkastel-Kues und Morbach. Im kleinen Ortsteil Annenberg im Hinterbachtal wurde früher Bergbau betrieben, woran der Brunnen in der Ortsmitte erinnert. 
Monzelfeld hat einen eigenen Kindergarten, eine Grundschule und eine katholische Kirche (St. Stephanus).
Der Ort wird von den Kreisstraßen 93 und 94 an das Straßennetz angeschlossen. Unmittelbar am Ort vorbei verläuft die Landesstraße 158, die in nordwestlicher Richtung zur Bundesstraße 53 an der Mosel, in südöstlicher zu den Bundesstraßen 269 und 50 führt.
Nächstgelegener Bahnhof ist der Wittlicher Hauptbahnhof.
In 24 Kilometer Entfernung befindet sich der Flughafen Hahn.

## Persönlichkeiten
- Jens Roth (* 1988), Triathlet

## Trivia
- Johann Wolfgang von Goethe soll einmal in Monzelfeld die Pferde gewechselt haben, worauf der Eintrag seines Dieners in dessen Tagebuch hinweist.
- Remídio José Bohn (1950–2018) war ein römisch-katholischer Geistlicher und Bischof von Cachoeira do Sul. Er war Nachfahre von Einwanderern aus Monzelfeld.